# Орешки (городской округ Шаховская)
Орешки — деревня в городском округе Шаховская Московской области России.

## География
Расположена примерно в 19 км к северу от районного центра — посёлка городского типа Шаховская, на берегу небольшого правого притока реки Руссы, впадающей в Лобь (бассейн Иваньковского водохранилища). Соседние населённые пункты — деревни Дмитровка, Воскресенское, Дулепово и Старое Несытово. Имеется автобусное сообщение с райцентром.

## Исторические сведения
До 1939 года селение носило название Кельч-Острог или Кельич-Острог. На карте Московской губернии 1860 года Ф. Ф. Шуберта — Острог.
В 1769 году Кельицы — деревня Издетелемского стана Волоколамского уезда Московской губернии, принадлежавшая вдове, полковнице Федосье Семеновне, фамилия не сохранилась, и капитану, поручику Егору Федоровичу Ватковскому. В деревне 42 двора и 100 душ.
В середине XIX века сельцо Кельич-Острог относилось ко 2-му стану Волоколамского уезда и принадлежало княгине Елене Васильевне Хованской. В сельце было 46 дворов, крестьян 158 душ мужского пола и 164 души женского.
В «Списке населённых мест» 1862 года — владельческое сельцо 2-го стана Волоколамского уезда Московской губернии на Зубцовском тракте (из села Ярополча), в 43 верстах от уездного города, при безымянном ручье, с 37 дворами и 302 жителями (142 мужчины, 160 женщин).
В 1886 году — 35 дворов, 279 жителей, а также раскольническая молельня.
По данным на 1890 год деревня входила в состав Плосковской волости, число душ мужского пола составляло 132 человека.
В 1913 году — 55 дворов и земское училище.
По материалам Всесоюзной переписи населения 1926 года — центр Острожского сельсовета, где проживало 417 человек (191 мужчина, 226 женщин), насчитывалось 82 хозяйства (из них 79 крестьянских), имелась школа.
С 1929 года — населённый пункт в составе Шаховского района Московской области.
В 1939 году переименован в Орешки.
1994—2006 гг. — деревня Ивашковского сельского округа.
2006—2015 гг. — деревня сельского поселения Раменское.
2015 — н. в. — деревня городского округа Шаховская.
Церковь
В 1911 году в Кельч-Остроге, старообрядческая окружническая община которого была одной из крупнейших на западе Подмосковья, был заложен трёхпридельный старообрядческий храм во имя святого великомученика Дмитрия Солунского. Освящён был 19 июля 1915 года. Построен на средства местных выходцев и представлял собой кирпичную однокупольную церковь в русском стиле с колокольней и Предтеченским и Иоакимовским приделами.
Храм закрыт в 1935 году, разрушен в 1939—1940 годах, по другим данным — во время Великой Отечественной войны.

## Население
| 1852 | 1859 | 1926 | 2002 | 2006 | 2010 |
| ---- | ---- | ---- | ---- | ---- | ---- |
| 322  | ↘302 | ↗417 | ↘53  | ↘41  | ↗51  |